# 冉閔
冉 閔（ぜん びん）は、五胡十六国時代の冉魏の初代天王。羯族の後趙の皇帝石虎の養孫だが、漢人である。石虎の死後、後趙から独立して冉魏を打ち立て、後趙の皇室や羯族を大量に殺した。
冉閔は後趙の残党の石祗等と対立し、352年に前燕の慕容恪に捕らわれて殺された。

## 生涯
父の冉良は漢民族の出で、漢（後の前趙）の将軍の石勒に捕らえられるが、勇猛さを買われて石勒の甥である石虎の養子となり、名を石瞻としていた。そのため冉閔の名ははじめ石閔であった。
勇猛で策略に長じていた事から、石虎から養孫として可愛がられ、石虎旗下の武将として後趙を支えるが、太寧元年（349年）に石虎が崩御して後継者争いが発生すると、司空の李農らと結んで、石遵を助けて帝位に立てた。だがこの際に石遵が自分を皇太子とする約束を果たさなかったので石遵を殺害、石鑑を擁立して政権を握った。
だが、石鑑も石閔の専横を恐れて排斥を図ったため、先手を打って殺害した。さらに、後趙が当時漢人から3万人の婦女を徴発したり財産の大半を没収するなど苛政を続けていたことへの報復として、配下の漢人武将や漢人民衆らを煽って石氏の一族数十人を処刑し、20万人にも及ぶ羯族や漢人以外の民衆を虐殺。鼻が高く鬚が多いのが非漢人の外見的特徴であったことから、外見のみで巻き添えに殺された漢人が半ばを占めた。ただし、これは皇位簒奪の一環で、胡族全てが虐殺の対象となったのではなく、後趙に忠誠を尽くす集団（胡族が中心となる）を排除しようとしたとする説もある。この大虐殺の影響は四方に波及し、数百万の胡族が各地に交錯、互いに殺略しあうという事態が生じた。またこのために中原では農耕に従事すること自体が不可能になり、盗賊が横行し、大飢饉に見舞われた。
350年1月、石閔は自らの独断で国号を「衛」に変更し、自らの姓を「李」と改めた。2月、自ら鄴の南郊で皇帝の位に即き、改元して永興とし、国号を大魏（冉魏）と定めた。3月、李閔（石閔）は姓を冉氏に戻した。漢人至上主義に基づく漢人のみの国家であったため、異民族の勢力圏にあった華北地方においてはその勢力基盤は脆弱で、支配領域は鄴周辺のわずかな地域に限定されていた。李農を処刑し権力を集中させ、東晋に共闘を申し入れたが無視された。また後趙の残存勢力との争いにも国力を裂かれることとなった。永興2年（351年）4月に劉顕の寝返りで石祗を殺害、後趙を滅ぼすことには成功するものの、12月には東晋の桓温の北伐により兗州・徐州・豫州・荊州の刺史達が東晋へ帰順してしまった。永興3年（352年）1月に皇帝を名乗った襄国の劉顕を殺した。
だが羌族の姚襄の軍に大敗して死者10万を出した。そしてこの混乱を突いて4月に前燕の慕容恪らが幽州から南下して冉魏を打ち破り、冉閔は処刑された。
後に祟りを恐れた前燕の慕容儁が武悼天王という諡号を送った。また、冉閔の子孫と称していた北魏の染華の墓誌（zh:染华墓志）には諡は平帝であったと記されている。
鄴に残った皇太子の冉智は東晋に救助を求めると、東晋は先に伝国璽を求めた。8月に伝国璽は41年ぶりに司馬氏の手に戻った。9月に冉智は部下の手で捕らえられて幽州に送られ、冉魏は完全に滅んだ。

## 宗室

### 后妃
- 皇后董氏（前燕により奉璽君に封ぜられた）
- 世婦仇氏

### 子
- 冉智（太子、第2代天王）
- 冉胤（太原王）
- 冉明（彭城王）
- 冉裕（武興王）
- 冉操
- 冉叡